# Hydroptilidae
Hydroptilidae zijn een familie van schietmotten. De familie kent 72 geslachten, inclusief 4 fossiele.

## Taxonomie
- Onderfamilie Hydroptilinae - JF Stephens, 1836
  - Geslacht Acanthotrichia - A Wells, 1982
  - Geslacht Acritoptila - A Wells, 1982
  - Geslacht Agraylea - J Curtis, 1834
    - Ondergeslacht Agraylea - J Curtis, 1834
    - Ondergeslacht Nanoagraylea - L Botosaneanu, 1995  †

  - Geslacht Allotrichia - R McLachlan, 1880
  - Geslacht Austratrichia - A Wells, 1982
  - Geslacht Cyclopsiella - J Kjaerandsen, 1997
  - Geslacht Dhatrichia - ME Mosely, 1948
  - Geslacht Hellyethira - A Neboiss, 1977
  - Geslacht Hydroptila - JW Dalman, 1819
  - Geslacht Hydroptilina - AV Martynov, 1934
  - Geslacht Jabitrichia - A Wells, 1990
  - Geslacht Microptila - F Ris, 1897
  - Geslacht Missitrichia - A Wells, 1991
  - Geslacht Mulgravia - A Wells, 1982
  - Geslacht Oxyethira - AE Eaton, 1873
    - Ondergeslacht Argyrobothrus - KH Barnard, 1934
    - Ondergeslacht Dactylotrichia - RW Kelley, 1984
    - Ondergeslacht Dampfitrichia - ME Mosely, 1937
    - Ondergeslacht Holarctotrichia - RW Kelley, 1984
    - Ondergeslacht Loxotrichia - ME Mosely, 1937
    - Ondergeslacht Mesotrichia - RW Kelley, 1984
    - Ondergeslacht Oxyethira - AE Eaton, 1873
    - Ondergeslacht Oxytrichia - ME Mosely, 1939
    - Ondergeslacht Pacificotrichia - RW Kelley, 1989
    - Ondergeslacht Tanytrichia - RW Kelley, 1984
    - Ondergeslacht Trichoglene - A Neboiss, 1977
    - Ondergeslacht Incertae sedis

  - Geslacht Paroxyethira - ME Mosely, 1924
  - Geslacht Paucicalcaria - ML Mathis & DE Bowles, 1989
  - Geslacht Tangatrichia - A Wells & T Andersen, 1995
  - Geslacht Tricholeiochiton - GS Kloet & WD Hincks, 1944
  - Geslacht Ugandatrichia - ME Mosely, 1939
  - Geslacht Vietrichia - J Olah, 1989
  - Geslacht Wlitrichia - J Kjaerandsen, 1997
  - Geslacht Xuthotrichia - ME Mosely, 1934
- Onderfamilie Leucotrichiinae - OS Flint, 1970
  - Geslacht Abtrichia - ME Mosely, 1939
  - Geslacht Acostatrichia - ME Mosely, 1939
  - Geslacht Alisotrichia - OS Flint, 1964
  - Geslacht Anchitrichia - OS Flint, 1970
  - Geslacht Ascotrichia - OS Flint, 1983
  - Geslacht Betrichia - ME Mosely, 1939
  - Geslacht Celaenotrichia - ME Mosely, 1934
  - Geslacht Cerasmatrichia - OS Flint, SC Harris, & L Botosaneanu, 1994
  - Geslacht Ceratotrichia - OS Flint, 1992
  - Geslacht Costatrichia - ME Mosely, 1937
  - Geslacht Eutonella - F Mueller, 1921
  - Geslacht Leucotrichia  - ME Mosely, 1934
  - Geslacht Mejicanotrichia - SC Harris & RW Holzenthal, 1997
  - Geslacht Peltopsyche - F Mueller, 1879
  - Geslacht Scelobotrichia - SC Harris & J Bueno-Soria, 1993
  - Geslacht Zumatrichia - ME Mosely, 1937
- Onderfamilie Neotrichiinae - HH Ross, 1956
  - Geslacht Kumanskiella - SC Harris & OS Flint, 1992
  - Geslacht Mayatrichia - ME Mosely, 1937
  - Geslacht Neotrichia - KJ Morton, 1905
  - Geslacht Taraxitrichia - OS Flint & SC Harris, 1991
- Onderfamilie Ochrotrichiinae - JE Marshall, 1979
  - Geslacht Metrichia - HH Ross, 1938
  - Geslacht Ochrotrichia - ME Mosely, 1934
    - Ondergeslacht Ochrotrichia - ME Mosely, 1934
    - Ondergeslacht Paratrichia - EB Angrisano, 1995

  - Geslacht Rhyacopsyche - F Mueller, 1879
- Onderfamilie Orthotrichiinae - A Nielsen, 1948
  - Geslacht Ithytrichia - AE Eaton, 1873
  - Geslacht Nothotrichia - OS Flint, 1967
  - Geslacht Orthotrichia - AE Eaton, 1873
- Onderfamilie Stactobiinae - L Botosaneanu, 1956
  - Geslacht Bredinia - OS Flint, 1968
  - Geslacht Byrsopteryx - OS Flint, 1981
  - Geslacht Catoxyethira - G Ulmer, 1912
  - Geslacht Chrysotrichia - F Schmid, 1958
  - Geslacht Flintiella - EB Angrisano, 1995
  - Geslacht Niuginitrichia - A Wells, 1990
  - Geslacht Orinocotrichia - SC Harris, OS Flint, & RW Holzenthal, 2002
  - Geslacht Parastactobia - F Schmid, 1958
  - Geslacht Plethus - HA Hagen, 1887
  - Geslacht Scelotrichia - G Ulmer, 1951
  - Geslacht Stactobia - R McLachlan, 1880
  - Geslacht Stactobiella - AV Martynov, 1924
  - Geslacht Tizatetrichia - SC Harris, OS Flint, & RW Holzenthal, 2002
- Onderfamilie Incertae sedis
  - Geslacht Burminoptila - L Botosaneanu, 1981  †
  - Geslacht Caledonotrichia - JL Sykora 1967
  - Geslacht Dibusa - HH Ross, 1939
  - Geslacht Dicaminus - F Mueller, 1879
  - Geslacht Electrotrichia - G Ulmer, 1912  †
  - Geslacht Macrostactobia - F Schmid, 1958
  - Geslacht Maydenoptila - A Neboiss, 1977
  - Geslacht Novajerseya - L Botosaneanu, RO Johnson, & PR Dillon, 1998  †
  - Geslacht Orphninotrichia - ME Mosely, 1934
  - Geslacht Incertae sedis

## In Nederland waargenomen soorten
- Genus: Agraylea
  - Agraylea multipunctata
  - Agraylea sexmaculata
- Genus: Hydroptila
  - Hydroptila angulata
  - Hydroptila cornuta
  - Hydroptila dampfi
  - Hydroptila forcipata
  - Hydroptila pulchricornis
  - Hydroptila simulans
  - Hydroptila sparsa
  - Hydroptila tineoides
  - Hydroptila vectis
- Genus: Ithytrichia
  - Ithytrichia lamellaris
- Genus: Orthotrichia
  - Orthotrichia angustella
  - Orthotrichia costalis
  - Orthotrichia tragetti
- Genus: Oxyethira
  - Oxyethira falcata
  - Oxyethira flavicornis
  - Oxyethira sagittifera
  - Oxyethira simplex
  - Oxyethira tristella
- Genus: Ptilocolepus
  - Ptilocolepus granulatus
- Genus: Tricholeiochiton
  - Tricholeiochiton fagesii